# Kamarang Lebak
Kamarang Lebak is een bestuurslaag in het regentschap Cirebon van de provincie West-Java, Indonesië. Kamarang Lebak telt 1979 inwoners (volkstelling 2010).